# 매개 입자
매개입자(媒介粒子, messenger particle, intermediate particle) 또는 힘 운반자(force carrier)는 두 입자 사이에 힘을 매개하는 입자로, 각각 어떤 장의 에너지의 양자이다. 모든 기본입자에는 대응되는 장이 존재하는데, 광자와 전자기장의 관계가 대표적이다. 입자물리학에서는 이를 매우 중요하게 다루며, 전자기학, 약한 상호작용, 강력의 매개입자를 게이지 보손이라 부른다.

## 입자와 장의 관점
양자장론은 각 장에는 상보적인 입자가 존재한다고 주장한다. 이 이론에서 두 입자 사이의 힘은 역장의 작용(action)이나 가상의 매개입자의 교환을 통해 발생한다.
전자기장과 전자기파처럼 장의 파동에너지는 양자화되어있으며, 장의 들뜬 상태는 입자로 해석될 수 있다. 표준 모형은 다음의 매개입자를 제안한다.
- 글루온은 강한 게이지장의 들뜸이다.
- 광자, W와 Z보손은 전기-약 작용의 들뜸이다.
- 힉스 보손은 기본입자에 질량을 부여하는 힉스장의 한 성분(component)의 들뜸이다.

이에 더해 중간자와 같은 준입자도 유효장의 들뜸으로 해석될 수 있다.
중력은 표준 모형의 일부는 아니지만, 중력자가 중력장의 들뜸을 매개한다는 추측도 존재한다. 그러나 중력자 한 개의 상호작용이 너무 약하기 때문에 아직 검출되지 않아 이 입자의 존재는 아직 불투명하다.

## 입자적 관점에서의 힘

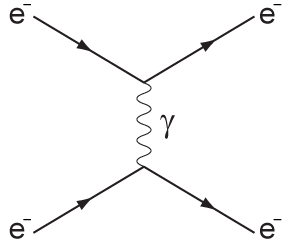
파인먼 도형으로 표현한 두 전자의 산란. 가상 광자 하나가 방출된다.

한 입자가 다른 입자를 산란시켜 궤적을 바꾸는 현상을 두 관점으로 생각할 수 있다. 첫째는 한 입자가 생성한 장이 다른 입자에 힘을 야기했다는 관점이다. 둘째는 한 입자가 방출한 가상 입자를 다른 입자가 흡수했다는 관점이다. 이 때 가상입자는 두 입자 사이에서 운동량을 전달한다. 이런 입자적 관점에서의 힘 개념을 수용할 때의 이점은 양자보정을 파인만 도형을 통해 가상입자를 가지고 기술함으로써 다수의 양자보정계산을 할 때 유용하다는 점이다.
가상 입자를 도입해 설명하는 다른 현상으로는 핵자에서 W 보손이 방출되며 e±와 다른 극의 핵자가 생성되는 과정인 베타 붕괴가 있다.
그러나 가상 입자를 통한 설명은 섭동 이론 자체의 적용 한계와 같은 한계를 지닌다. 저에너지 양자 색역학이나 속박상태 등의 상황에서 섭동 이론은 그 효력을 잃는다.

## 역사
매개입자 개념은 18세기 프랑스의 물리학자인 샤를 드 쿨롱까지 거슬러 올라간다. 쿨롱은 전하간 정전기력이 만유인력의 법칙과 유사한 형태를 가진다는 사실을 처음으로 발견하고 이를 쿨롱 법칙이라 명명한다. 1862년에 헤르만 폰 헬름홀츠는 빛을 두고 모든 전달자들 중 가장 빠른 전달자라고 묘사한다. 1905년에 알베르트 아인슈타인은 빛의 입자성을 두고 빛의 양자란 무엇인가 하는 질문을 던진다.
1923년에 워싱턴 대학교 세인트루이스의 아서 콤프턴은 콤프턴 산란이라고 알려진 현상을 관찰한다. 이 현상은 아인슈타인이 제안한 빛의 입자성을 더욱 굳건하게 세우는 실험적 근거가 되어준다. 그리고 마침내 양자역학이 나타나기 1년 전인 1926년, 길버트 뉴턴 루이스가 광자라는 용어를 처음으로 도입함으로써 광자는 처음으로 이름이 붙여진 매개 입자가 된다. 이후 유카와 퍼텐셜 등이 제안되는 등 정지질량을 가진 매개 입자의 개념이 발달하여 현대에 이르고 있다.

## 같이 보기
- 가상 입자
- 기본 상호작용
- 엑시톤